# Thil (Haute-Garonne)
Thil (okzitanisch: Tilh) ist eine französische Gemeinde mit 1.121 Einwohnern (Stand: 1. Januar 2022) im Département Haute-Garonne in der Region Okzitanien. Sie gehört zum Arrondissement Toulouse und zum Kanton Léguevin. Die Einwohner werden Thilois und Thiloises genannt.

## Geographie
Thil liegt etwa 20 Kilometer nordwestlich von Toulouse. An der nördlichen Gemeindegrenze verläuft das Flüsschen Saint-Pierre, das hier noch Ruisseau de Thil genannt wird. Umgeben wird Thil von den Nachbargemeinden Launac im Norden und Nordosten, Larra im Nordosten, Bretx im Osten, Menville im Südosten, Le Castéra im Süden, Bellegarde-Sainte-Marie und Garac im Südwesten, Le Grès im Westen sowie Pelleport im Westen und Nordwesten.

## Geschichte
Auf dem Gebiet von Thil wurde 1785 der Schatz von Caubiac gefunden.

### Bevölkerungsentwicklung
| Jahr                       | 1962 | 1968 | 1975 | 1982 | 1990 | 1999 | 2009 | 2020 |
| Einwohner                  | 491  | 441  | 425  | 563  | 735  | 831  | 1132 | 1141 |
| Quellen: Cassini und INSEE |      |      |      |      |      |      |      |      |

## Sehenswürdigkeiten
- Kirche Saint-Laurent aus dem 14./15. Jahrhundert
- Kapelle Saint-Orens-de-Marnac im Ortsteil Houere aus dem 16. Jahrhundert
- Schloss Lagaillarde aus dem Jahre 1859
- alte Markthalle

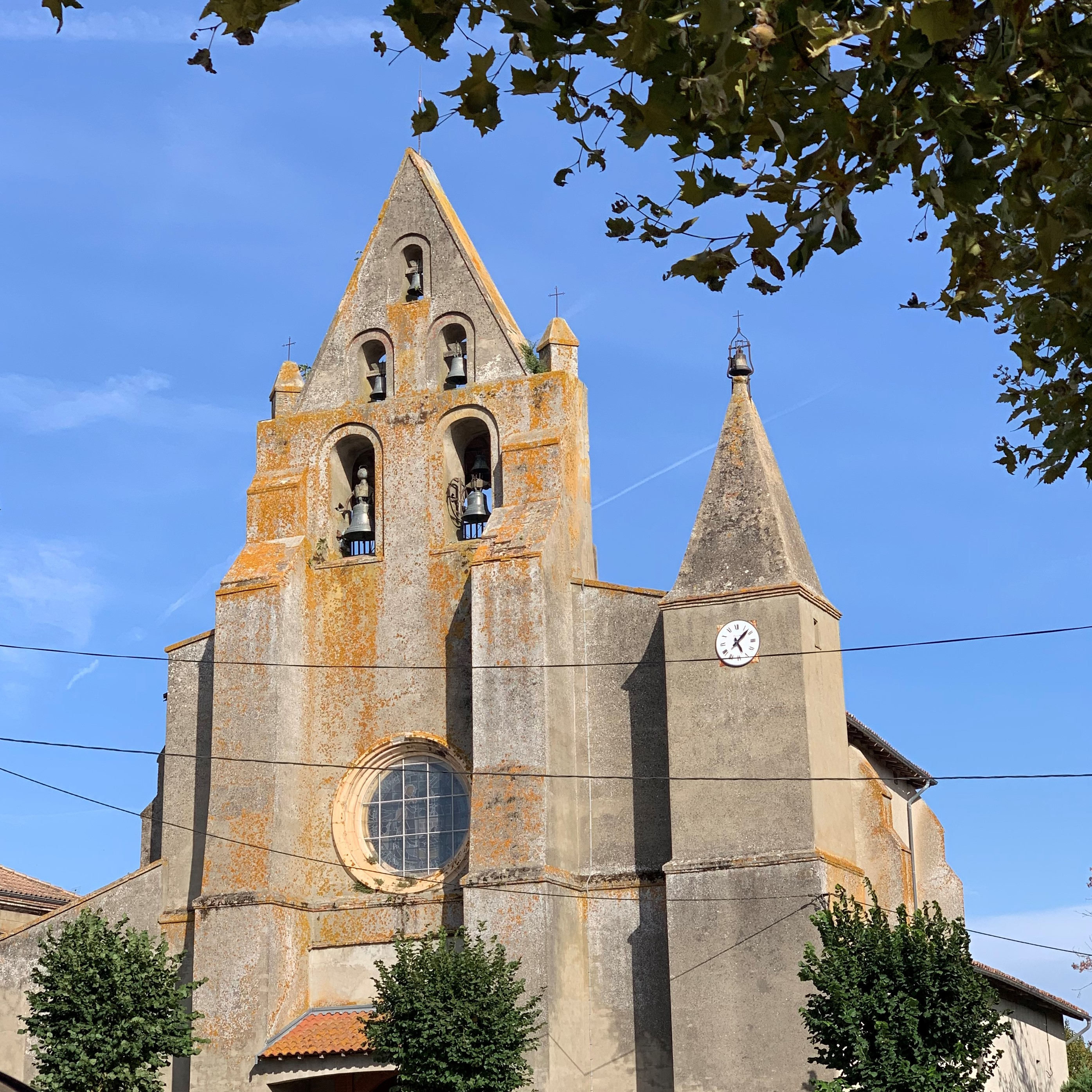
Kirche Saint-Laurent
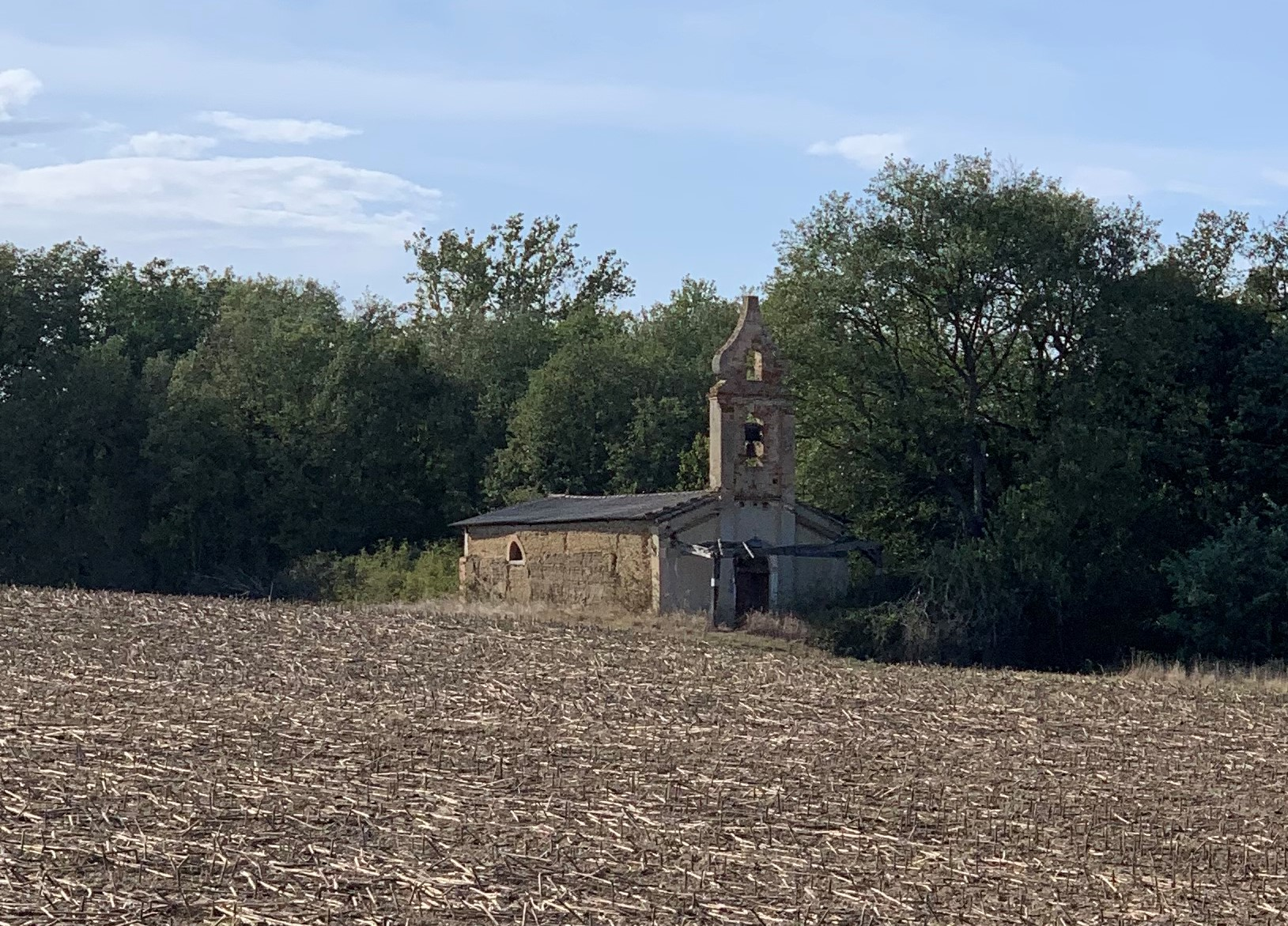
Kapelle Saint-Orens-de-Marnac